# 1. deild 1990 (Islanda)
La 1. deild 1990 fu la 79ª edizione della massima serie del campionato di calcio islandese disputata tra il 19 maggio e il 15 settembre 1990 e conclusa con la vittoria del Fram, al suo diciottesimo titolo.
Capocannoniere del torneo fu Hörður Magnússon (FH) con 13 reti.

## Formula
Come nella stagione precedente le squadre partecipanti furono dieci e si incontrarono in un turno di andata e ritorno per un totale di diciotto partite.
Le ultime due classificate retrocedettero in 2. deild karla.
Le squadre qualificate alle coppe europee furono tre: i campioni alla Coppa dei Campioni 1991-1992, la seconda alla Coppa UEFA 1991-1992 e i vincitori della coppa nazionale alla Coppa delle Coppe 1991-1992.

## Squadre partecipanti
| Club     | Città          | Stadio | Posizione 1989     |
| -------- | -------------- | ------ | ------------------ |
| Fram     | Reykjavík      |        | 3°                 |
| ÍBV      | Vestmannaeyjar |        | 2. deild           |
| Valur    | Reykjavík      |        | 5°                 |
| KR       | Reykjavík      |        | 4°                 |
| Víkingur | Reykjavík      |        | 8°                 |
| Þór      | Akureyri       |        | 7°                 |
| ÍA       | Akranes        |        | 6°                 |
| KA       | Akureyri       |        | Campione d'Islanda |
| FH       | Hafnarfjörður  |        | 2°                 |
| Stjarnan | Garðabær       |        | 2. deild           |

## Classifica finale
|                    | Pos. | Squadra  | Pt | G  | V  | N | P  | GF | GS | DR  |
| ------------------ | ---- | -------- | -- | -- | -- | - | -- | -- | -- | --- |
| Islanda (bandiera) | 1.   | Fram     | 38 | 18 | 12 | 2 | 4  | 39 | 16 | +23 |
|                    | 2.   | KR       | 38 | 18 | 12 | 2 | 4  | 31 | 17 | +14 |
|                    | 3.   | ÍBV      | 37 | 18 | 11 | 4 | 3  | 39 | 32 | +7  |
|                    | 4.   | Valur    | 33 | 18 | 10 | 3 | 5  | 29 | 21 | +8  |
|                    | 5.   | Stjarnan | 26 | 18 | 8  | 2 | 8  | 25 | 27 | -2  |
|                    | 6.   | FH       | 23 | 18 | 7  | 2 | 9  | 24 | 29 | -5  |
|                    | 7.   | Víkingur | 19 | 18 | 4  | 7 | 7  | 17 | 24 | -7  |
|                    | 8.   | KA       | 16 | 18 | 5  | 1 | 12 | 18 | 28 | -10 |
|                    | 9.   | Þór      | 15 | 18 | 4  | 3 | 11 | 13 | 24 | -11 |
|                    | 10.  | ÍA       | 11 | 18 | 3  | 2 | 13 | 19 | 36 | -17 |

Legenda:
      Campione d'Islanda e ammesso alla Coppa dei Campioni
      Ammesso alla Coppa delle Coppe
      Ammesso alla Coppa UEFA
      Retrocesso in 2. deild karla
Note:
Tre punti a vittoria, uno a pareggio, zero a sconfitta.

### Verdetti
- Fram Campione d'Islanda 1990 e qualificato alla Coppa dei Campioni
- KR qualificato alla Coppa UEFA
- Valur qualificato alla Coppa delle Coppe
- Þór e ÍA retrocesse in 2. deild karla.